# Rubidi chloride
Rubidi chloride là một hợp chất với công thức hóa học RbCl. Muối halogen của kim loại kiềm bao gồm rubidi và chlor. Chất này có ứng dụng rộng rãi từ điện hóa tới sinh học phân tử.

## Tổng hợp
Cách tổng hợp phổ biến nhất của rubidi chloride tinh khiết là phản ứng của rubidi hydroxide với acid hydrochloric, sau đó kết tinh lại:
RbOH(dd) + HCl(dd) → RbCl(dd) + H2O(l)
Vì RbCl hút ẩm nên phải bảo vệ nó khỏi hơi nước trong khí quyển, ví dụ: sử dụng máy hút ẩm. RbCl chủ yếu được sử dụng trong phòng thí nghiệm. Do đó, nhiều nhà cung cấp (xem dưới đây) sản xuất nó với số lượng nhỏ chỉ khi cần thiết. Nó được cung cấp trong một loạt các hình thức cho nghiên cứu hóa học và y sinh học.

## Phản ứng
Rubidi chloride phản ứng với acid sulfuric tạo thành rubidi hydro sulfat.

## Tính phóng xạ
Mỗi 18 mg rubidi chloride tương đương với một liều tương đương chuối vì phần lớn (27,8%) có đồng vị phóng xạ tự nhiên rubidi-87.